# Медаль Перемоги
Медаль перемоги — британська медаль, яку було започатковано на відзначення перемоги у Першій світовій війні. У союзницьких країнах-переможницях — Бельгії, Бразилії, Великій Британії, Греції, Італії, Кубі, Португалії, Румунії, Сіамі, США, Франції, Чехословаччині, Південно-Африканському Союзі та Японії були випущені медалі схожого дизайну з такою самою стрічкою.

## Медалі
| Держава                    | Аверс | Реверс |
| -------------------------- | ----- | ------ |
| Бельгія                    |       |        |
| Бразилія                   |       |        |
| Велика Британія            |       |        |
| Греція                     |       |        |
| Італія                     |       |        |
| Куба                       |       |        |
| Португалія                 |       |        |
| Румунія                    |       |        |
| Сіам                       |       |        |
| США                        |       |        |
| Франція                    |       |        |
| Чехословаччина             |       |        |
| Південно-Африканський Союз |       |        |
| Японія                     |       |        |